# Пестерев, Сергей Петрович
Сергей Петрович Пестерев (род. 12 января 1888 года в Харькове, Российская империя — ум. 2 мая 1942 года) — русский, затем советский спортсмен. Известен как велогонщик и футбольный организатор.

## Биография
Родился в Харькове; в дальнейшем вместе с матерью и братом жил в Севастополе. Принимал участие в различных местных велогонках, неоднократно становился их победителем.
В 1912 году завоевал бронзовую медаль первенства Крыма в шоссейной гонке на 90 км. Участвовал в Первой и Второй российских олимпиадах (1913 и 1914гг.).
В 1912 году принимал участие в летних Олимпийских играх в Стокгольме, где выступал за сборную Российской империи в шоссейной гонке на дистанции 320 километров (в индивидуальном и командном зачёте). Сошёл с дистанции по ходу гонки.
Помимо велогонок Пестерев увлекался футболом, и был также известен как футбольный организатор. Являлся одним из основателей «Севастопольского кружка любителей спорта».
В январе 1912 года участвовал в Учредительном собрании Всероссийского футбольного союза (ВФС).
В 1929 году осуждён к трём годам высылки как кулацкий элемент.
До 1938 года жил в Ялте.
17 июня 1938 был вновь арестован. Приговорён к пяти годам исправительных работ, по ст. 58-6, 10 УК РСФСР, как член германского филателистического общества «Конкордия». 2 мая 1942 года умер в заключении. 21 октября 1999 года реабилитирован.